# Burgerforum (Tsjechië)

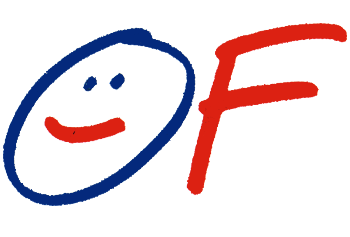
Logo van het Burgerforum

Burgerforum (Tsjechisch: Občanské fórum) was een politieke beweging die tijdens de Fluwelen Revolutie in Tsjecho-Slowakije op 19 november 1989 werd opgezet. Het doel was het omverwerpen van het communistisch bewind. Burgerforum had haar basis in Praag. In Bratislava ontstond een gelijksoortige beweging, Verejnosť proti násiliu, Publiek tegen geweld.

## Oprichting
De man die het initiatief nam tot oprichting van Burgerforum was Václav Havel. Het werd een overkoepelende beweging, waar vertegenwoordigers van de studentengemeenschap, kerk, arbeiders, maar ook communisten die het niet eens waren met de partijlijn zich bij aansloten. Ook de theatergemeenschap, die inmiddels staakte in de meeste grote steden in Tsjecho-Slowakije, sloot zich aan. Dit vergrootte niet alleen het draagvlak van Burgerforum, maar bood ook vergader- en discussieruimtes in de lege theaters. Een groot en gezaghebbend deel van de leden van Burgerforum was ook lid van Charta 77.  De oprichting van Burgerforum was een grote stap op weg naar brede steun voor de revolutie. Gezien de uiteenlopende groeperingen was de eensgezindheid binnen Burgerforum opmerkelijk; er heerste een gevoel van een gezamenlijke missie, het omverwerpen van het communistische regime, waarvoor ideologische verschillen moesten wijken. Deze eensgezindheid was ook te danken aan het charismatische leiderschap van Havel, die te allen tijde rustig bleef en de boel bijeen hield.

## Revolutie
Burgerforum vaardigde op 23 november 1989 manifest uit, getiteld ‘Wat wij willen.’  Hierin werd kort duidelijk gemaakt dat Burgerforum een democratisch Tsjecho-Slowakije voor zich zag, met een open buitenlandse politiek, een markteconomie, en meer aandacht voor het milieu en cultuur. Inmiddels was Burgerforum ook de dialoog aangegaan met de communistische partij. Deze kon de stakingen en protesten op straat niet meer compleet negeren. Op 24 november gaf het Centraal Comité van de partij op enkele punten toe. Reizen naar het buitenland werd eenvoudiger en de media werden autonomer. Ook werden enkele leden van het Centraal Comité vervangen. 
Burgerforum had succes; op 29 november werd het monopolie van de communistische partij op de politiek afgeschaft. Kort daarna werd Marxisme-Leninisme als staatsideologie aan de kant gezet. Op 3 december kondigde Ladislav Adamec, die als enige namens de communistische partij met Burgerforum in gesprek was, een nieuw kabinet aan. Hierin zaten echter nog steeds vijftien communisten van de eenentwintig kabinetsposten. De demonstraties laaiden weer op en de volgende dag traden elf ministers af. Marián Čalfa, een Slowaakse communist, werd de opdracht gegeven om een nieuw kabinet te vormen met minimaal de helft aan niet-communistische ministers. Dit kabinet werd op 10 december door president Husák ingezworen, waarna hij zelf aftrad. Dit was het einde van de revolutie. Het kabinet bevatte nu nog tien communistische ministers, maar drie daarvan zegden hun lidmaatschap van de partij kort daarna op. Bijna alle ministers waren voorgedragen door Burgerforum. Op 28 december werd Alexander Dubček geïnstalleerd als voorzitter van het federale parlement. Onder hem werd op 29 december Havel gekozen als nieuwe president van Tsjecho-Slowakije.

## Post-1989
In juni 1990 waren verkiezingen. Burgerforum boekte een ruime overwinning. Na de verkiezingen bleken de meningsverschillen toch te groot, meningsverschillen die door de gezamenlijke vijand - het communistisch bewind - op de achtergrond waren geraakt. In februari 1991 richtte Václav Klaus vanuit de rechts-liberale vleugel van Burgerforum een nieuwe politieke partij op, de Democratische Burgerpartij (Tsjechisch: Občanská demokratická strana). Het andere deel van Burgerforum ging verder als partij onder de naam Burgerlijke beweging (Tsjechisch: Občanské hnutí). Klaus' partij wist de verkiezingen in 1992 ruimschoots te winnen. De Burgerlijke beweging haalde de kiesdrempel van 5% niet en hield kort daarna op te bestaan.

## Verwijzingen
- Timothy Garton Ash, We the people: the revolution of ’89, witnessed in Warsaw, Budapest, Berlin and Prague (Cambridge 1990).
- Bernard Wheaton en Zdeněk Kavan, The Velvet Revolution: Czechoslovakia, 1988-1991 (Boulder 1992).
- Robin Shepherd, Czechoslovakia: the Velvet Revolution and beyond (Basingstoke 2000).